# A 3 Minute Hug
A 3 Minute Hug là một bộ phim tài liệu năm 2019 do Everardo González đạo diễn và viết kịch bản. Bộ phim xoay quanh sự kiện diễn ra vào tháng 5 năm 2018 khi "Hugs Not Walls" được tổ chức bởi Border Network for Human Rights. Vào sự kiện này, những người thường xa nhau từ cả hai phía của một bờ kè khô dọc Rio Grande, sẽ có một vài phút để đoàn tụ.

## Phát hành
A 3 Minute Hug được phát hành vào ngày 28 tháng 10 năm 2019, trên Netflix.